# Vierlandenpunt

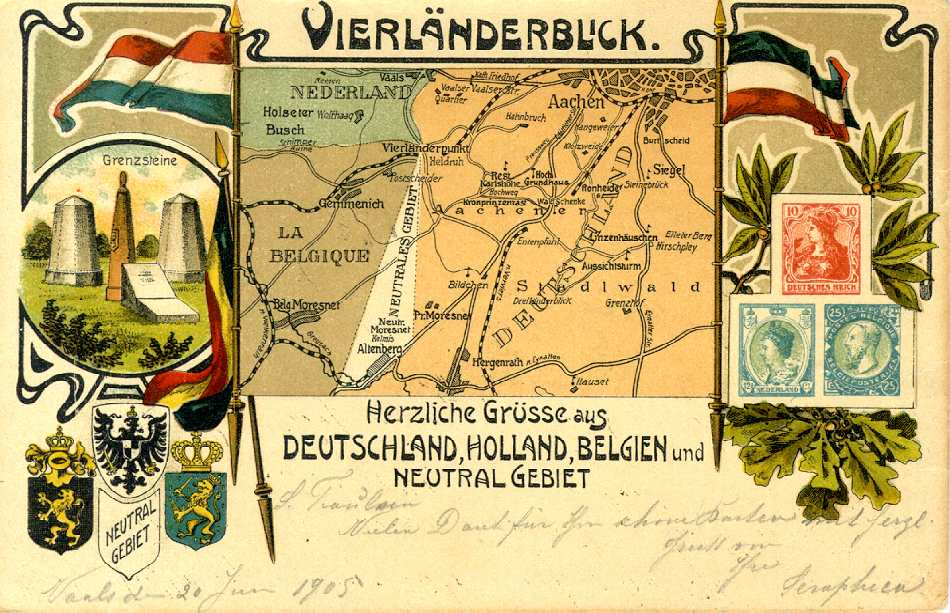
Vierlandenpunt tussen 1839 en 1920

Een vierlandenpunt is een geografisch punt waar de grenzen van vier verschillende landen samenkomen. Zo'n punt bevindt zich momenteel nergens ter wereld, al maken verschillende locaties hier aanspraak op. Wel zijn er – onder meer in Europa – meerdere drielandenpunten.
Scheurt men een vel papier in stukken en legt men de stukken weer tegen elkaar, dan zullen er meestal veel plekken zijn waar drie snippers bij elkaar komen. Het zou echter wel heel toevallig zijn als er ergens vier of meer snippers bij elkaar kwamen. Zo is het ook met grenzen tussen landen. Een vierlandenpunt kan eigenlijk alleen voorkomen als de grenzen weloverwogen getrokken zijn.

## Oneigenlijke vierlandenpunten
De bekendste claim op een vierlandenpunt ligt in de Zambezi, ten westen van de Victoriawatervallen. Hier vormen Zambia, Zimbabwe, Botswana en Namibië bijna een vierlandenpunt, maar eigenlijk zijn er twee drielandenpunten op 150 meter afstand. Namibië heeft een langgerekte oostwaartse uitstulping, de Caprivistrook, die tot het westelijke drielandenpunt reikt, net niet tot Zimbabwe. Door het waterrijke gebied situeren sommigen echter een vierlandenpunt in de rivier nabij Kazungula. Dat bevindt zich deels op Botswana, op Zambia en op Zimbabwe.
Azerbeidzjan, Armenië, Turkije en Iran hebben twee drielandenpunten, gescheiden door de hemelsbreed 10 kilometer lange grens tussen Turkije en Azerbeidzjan (Nachitsjevan). Ook hier heeft een van de landen (Turkije) een smalle uitstulping, slechts twee kilometer breed.
Hoewel het bij een blik op de wereldkaart lijkt alsof er een vierlandenpunt ligt tussen Rusland, China, Mongolië en Kazachstan blijkt het bij een kaart op grotere schaal zo te zijn dat Kazachstan en Mongolië elkaar op een kilometer of 40 missen.

### In water
Hoewel het Tsjaadmeer aan vier landen grenst, is er geen vierlandenpunt van Tsjaad, Niger, Nigeria en Kameroen. 
Ook de Golf van Akaba in de Rode Zee grenst aan vier landen, maar ook hier bevindt zich geen vierlandenpunt tussen Jordanië, Saoedi-Arabië, Egypte en Israël. 

## Subnationale entiteiten
Op subnationaal niveau komen wel punten voor waar vier of zelfs meer gebieden samenkomen.
Four Corners is het enige punt in de Verenigde Staten van Amerika waar vier staten samenkomen: Colorado, Utah, New Mexico en Arizona. Het ligt midden in de woestijn.
Sinds 1 april 1999, toen Nunavut werd afgesplitst van Northwest Territories, heeft Canada ook een punt waar vier territoria of provincies samenkomen: de grenzen van Northwest Territories, Nunavut, Saskatchewan en Manitoba komen op één punt bijeen.
De drie Duitse bondsstaten Beieren, Sachsen, Thüringen en het Tsjechische Bohemen vormen geen vierlandenpunt; Thüringen ontbreekt op dit drielandenpunt, maar desondanks wordt het vaak zo aangemerkt.
In Finland komen de zes gemeentes Pöytyä, Aura, Turku, Rusko, Nousiainen en Mynämäki samen in het nationaal park Kurjenrahka. Papoea-Nieuw-Guinea heeft zelfs een punt waar acht gemeentes samenkomen, en op Mount Mayon komen de grenzen van acht Filipijnse provincies samen. Op de Knocklayd komen tien Noord-Ierse townlands samen, en op de Etna komen eveneens tien Italiaanse gemeentes samen.

## Quadripunten
Bij een quadripunt raken vier grenslijnen elkaar op één punt, maar daarbij zijn geen vier landen betrokken.
De Belgische enclave-combinaties H1-H2 in Baarle raken elkaar op zo'n punt, terwijl ook het Nederlandse grondgebied zich hier kruist. H1-H3 en H1-H6 lijken op de meeste kaarten ook quadripunten, maar in realiteit raken de enclaves elkaar net niet waardoor het dus geen quadripunten zijn.
Daarnaast bevindt zich nog een quadripunt in Oostenrijk. Jungholz, Oostenrijks, ligt in Duitsland en grenst op één punt aan Oostenrijk.

## Vierlandenpunt België, Pruisen, Nederland en Neutraal-Moresnet
Na de splitsing van het vroegere hertogdom Limburg in 1839, een van de dingen die voortkwamen uit de onafhankelijkheid van België in 1830, verviel het Drielandenpunt op de Neutraleweg nabij Milsbeek. Ervoor in de plaats kwam op de Vaalserberg een vierlandenpunt tussen in het westen de toen nieuw gevormde staat België, in het oosten eerst Pruisen en later het Duitse Keizerrijk, in het noorden Nederland en in het zuiden Neutraal Moresnet. Dit is het enige vierlandenpunt dat als zodanig historisch heeft bestaan. 
In 1919 werd Neutraal-Moresnet bij België gevoegd, waarmee dus ook het vierlandenpunt verviel. Bij het huidige Drielandenpunt te Vaals is tegenwoordig nog de "taartpunt" te zien in de bestrating die Neutraal-Moresnet besloeg.
De aanspraak van vierlandenpunt valt te betwisten. De definitie van een vierlandenpunt is, dat alle vier landen van gelijke rang zijn. Dat was in Neutraal-Moresnet niet het geval, want het land beschikte niet over een staatshoofd, niet over een senaat en ook niet over een parlement. In de zin van het Congres van Wenen was Neutraal-Moresnet een condominium, wat het bleef tot in 1919.

## Vierlandenpunt Irak, Koeweit, Nadjd en Neutrale Zone
Eenzelfde situatie deed zich voor tussen 1922 en 1991 waar de facto een vierlandenpunt was tussen Irak, Koeweit, eerst het Koninkrijk Nadjd en later Saoedi-Arabië en de zogenoemde Neutrale Zone. De grenzen werden echter nooit exact vastgesteld en de Neutrale Zone kon niet als land worden aangemerkt.